# St-Ambroise

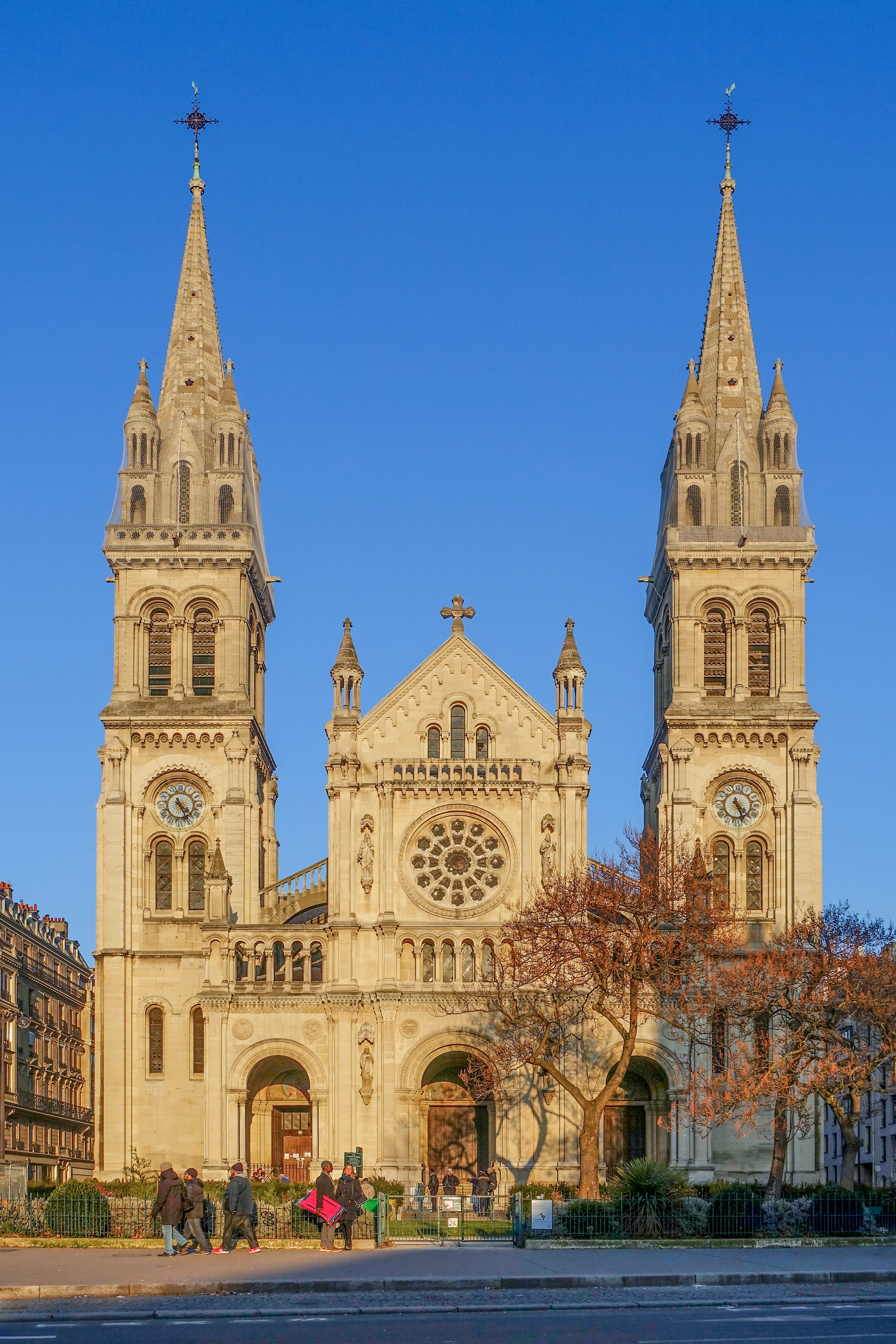
Ansicht von Südosten

Saint-Ambroise ist eine römisch-katholische Kirche im 11. Arrondissement von Paris. Sie hat dem Stadtviertel Quartier Saint-Ambroise und der Métro-Station Saint-Ambroise den Namen gegeben.
Das Bauwerk ist seit 1978 ein Monument Historique und steht unter Denkmalschutz.

## Baugeschichte

### Erste Kirche

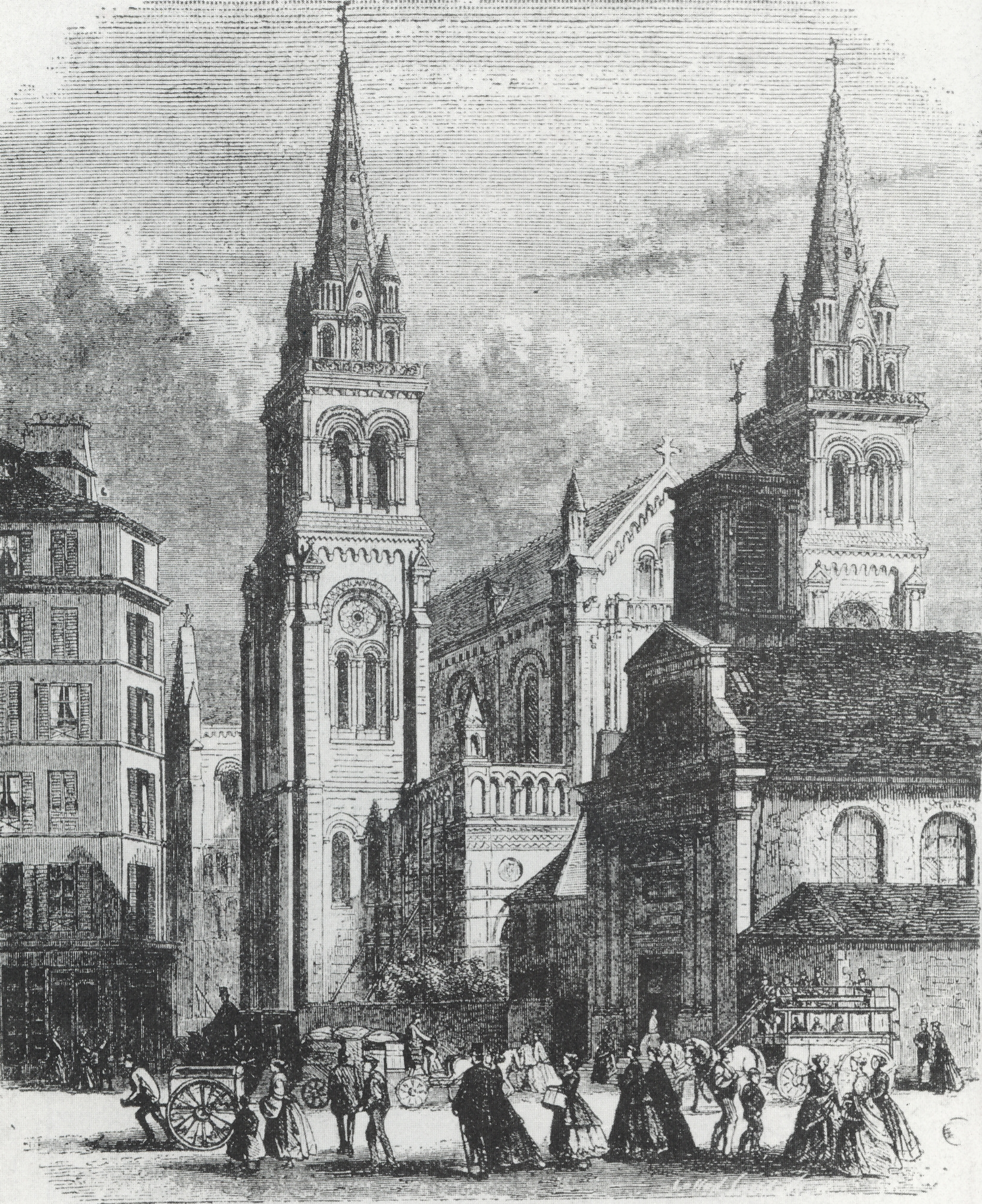
Die erste Kirche im Jahr 1868 vor dem Abbruch. Man sieht, dass beide Kirchengebäude eine Zeitlang nebeneinander existiert haben.

Ein erstes Kirchengebäude wurde 1659 von der Ordensgemeinschaft der Annuntiatinnen errichtet, die seit 1636 an der Rue Popincourt ansässig waren. Der Orden wurde 1780 aufgehoben und 1781 wurden an der Stelle des ehemaligen Konventes zwei Straßen gebaut, die Rue Saint-Ambroise und die Rue de Beauharnais, letztere wurde 1818 wieder entwidmet. Nachdem sie säkularisiert worden war, wurde die Kirche am 2. Prairial des Jahres V (21. Mai 1797) verkauft. Ab 1802 diente sie als Filialkirche der Parochie von Sainte-Marguerite. Nachdem die Stadt Paris sie am 31. August 1811 zurückgekauft hatte, wurde die Kirche durch Étienne-Hippolyte Godde restauriert und vergrößert und am 15. November 1818 neu geweiht.
Im Gegensatz zur herkömmlichen Ausrichtung von Kirchenbauten ist Saint-Ambroise in der Achse der Rue Popincourt in Nord-Süd-Richtung gebaut. Sie wurde im Westen und im Süden von Gebäuden umgeben. Für den Durchstich des Boulevard Voltaire wurde sie abgebrochen und an ihrer Stelle wurde ein Platz, der Square Saint-Ambroise, angelegt.

### Zweite Kirche

#### Bau

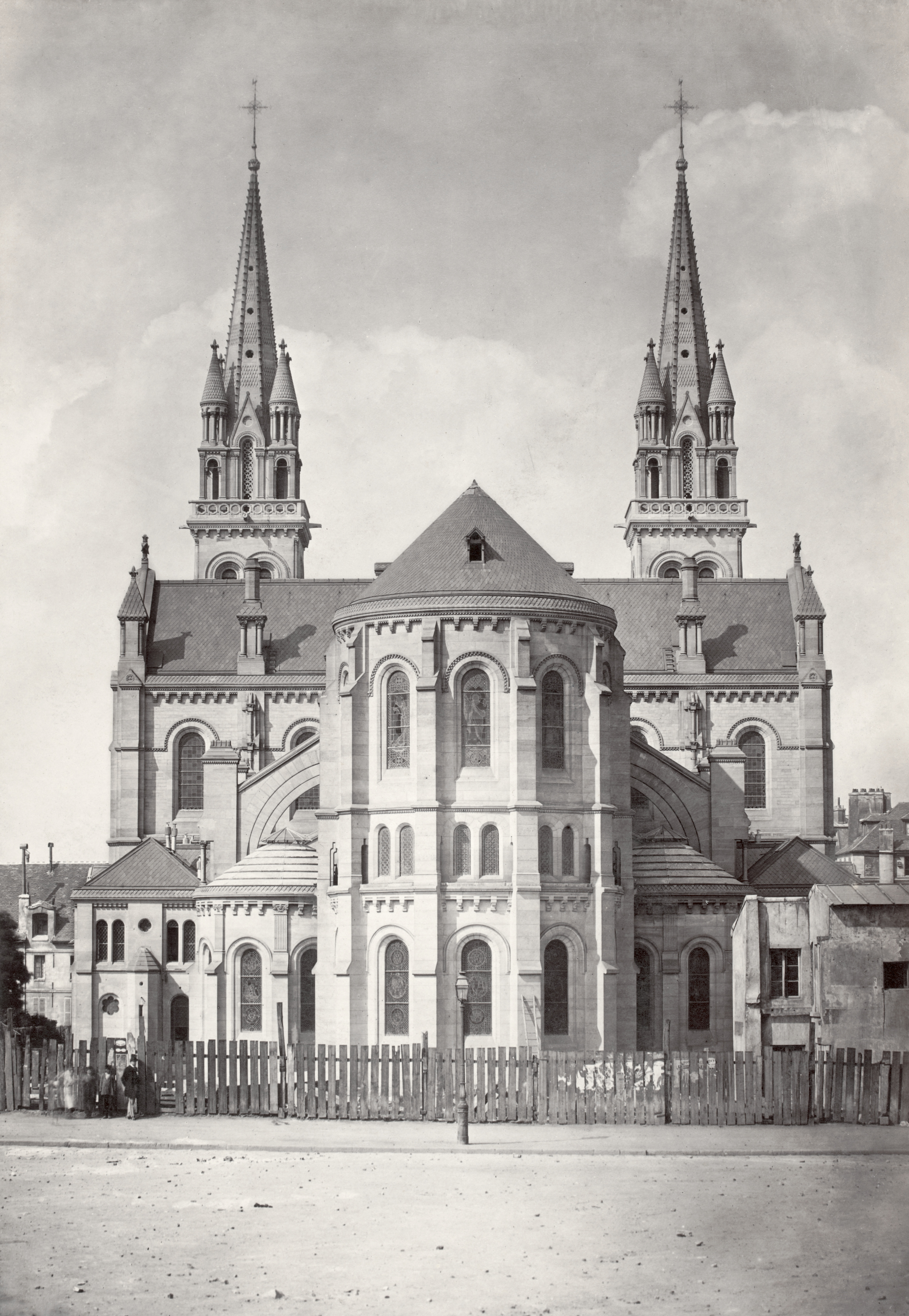
Die Kirche zwischen 1868 und 1870 (Fotografie von Charles Marville).

Der Wiederaufbau der Kirche wurde am 24. Januar 1863 zum „öffentlichen Erfordernis“ erklärt.
Die heutige Kirche am Boulevard Voltaire 71 wurde von 1863 bis 1868 nach Plänen des Architekten Théodore Ballu und unter dessen Leitung erbaut. Der Bau erfolgte kurz nach der Fertigstellung des Boulevard du Prince-Eugène, wie der Boulevard Voltaire zu jener Zeit hieß.
Der Stil ist eine Mischung aus neugotischen, neoromanischen und neobyzantinischen Elementen, die zu jener Zeit in der Hauptstadt Frankreichs sehr beliebt war. Die beiden schlanken Turmspitzen erinnern an solche einiger Kathedralen.

#### Pariser Kommune
In der Zeit der Pariser Kommune 1871 wurde die Kirche – ohne dass hierdurch die Gottesdienste behindert wurden – Sitz des Club Ambroise genannten Proletarierclubs feministischer Rednerinnen. Dieser Klub gab das Magazin Le prolétaire heraus. Nach dem 23. Mai 1871 wurde die Kirche zu einem Waffen- und Munitionsmagazin.

#### Weihe
Die Kirche Saint-Ambroise wurde am 7. Dezember 1910 durch Kardinal Léon-Adolphe Amette geweiht.

## Innenausstattung
- L’Espérance (Die Hoffnung) und La Foi (Der Glaube), allegorische Steinfiguren von Louis-Denis Caillouette, 1829, verschollen
- L’Immaculée Conception (Unbefleckte Empfängnis), Skulptur von Caillouette, ausgestellt am Pariser Salon 1824.

## Orgeln
Die Emporenorgel ist ein Werk von Merklin-Schütze aus dem Jahr 1869. Sie umfasst 32 Register auf drei Manualen und Pedal. Im 20. Jahrhundert wurde sie von Gutschenritter restauriert.
Daneben gibt es eine kleinere Chororgel mit 12 Registern auf zwei Manualen und Pedal, die Ende des 19. Jahrhunderts ebenfalls von Merklin erbaut wurde.

### Emporenorgel
| I Positif C–g3   |        |  |
| Bourdon          | 8′     |  |
| Salicional       | 8′     |  |
| Flûte harmonique | 4′     |  |
| Quinte           | 2 ⁄3′  |  |
| Tierce           | 1 3⁄5′ |  |
| Piccolo          | 1′     |  |
| Trompette        | 8′     |  |

| II Grand-orgue C–g3 |     |  |
| Montre              | 16′ |  |
| Bourdon             | 16′ |  |
| Principal           | 8′  |  |
| Bourdon             | 8′  |  |
| Flûte harmonique    | 8′  |  |
| Gambe               | 8′  |  |
| Prestant            | 4′  |  |
| Fourniture IV–V     |     |  |
| Cornet V            |     |  |
| Bombarde            | 16′ |  |
| Trompette           | 8′  |  |
| Clairon             | 4′  |  |

| III Récit expressif C–g3 |    |  |
| Bourdon                  | 8′ |  |
| Flûte traversière        | 8′ |  |
| Dulciane                 | 8′ |  |
| Voix céleste             | 8′ |  |
| Flûte octaviante         | 4′ |  |
| Flageolet                | 2′ |  |
| Trompette harmonique     | 8′ |  |
| Basson-hautbois          | 8′ |  |
| Voix humaine             | 8′ |  |
| Tremulant                |    |  |

| Pedal C–d1   |     |  |
| Soubasse     | 16′ |  |
| Octave basse | 8′  |  |
| Bombarde     | 16′ |  |
| Trompette    | 8′  |  |

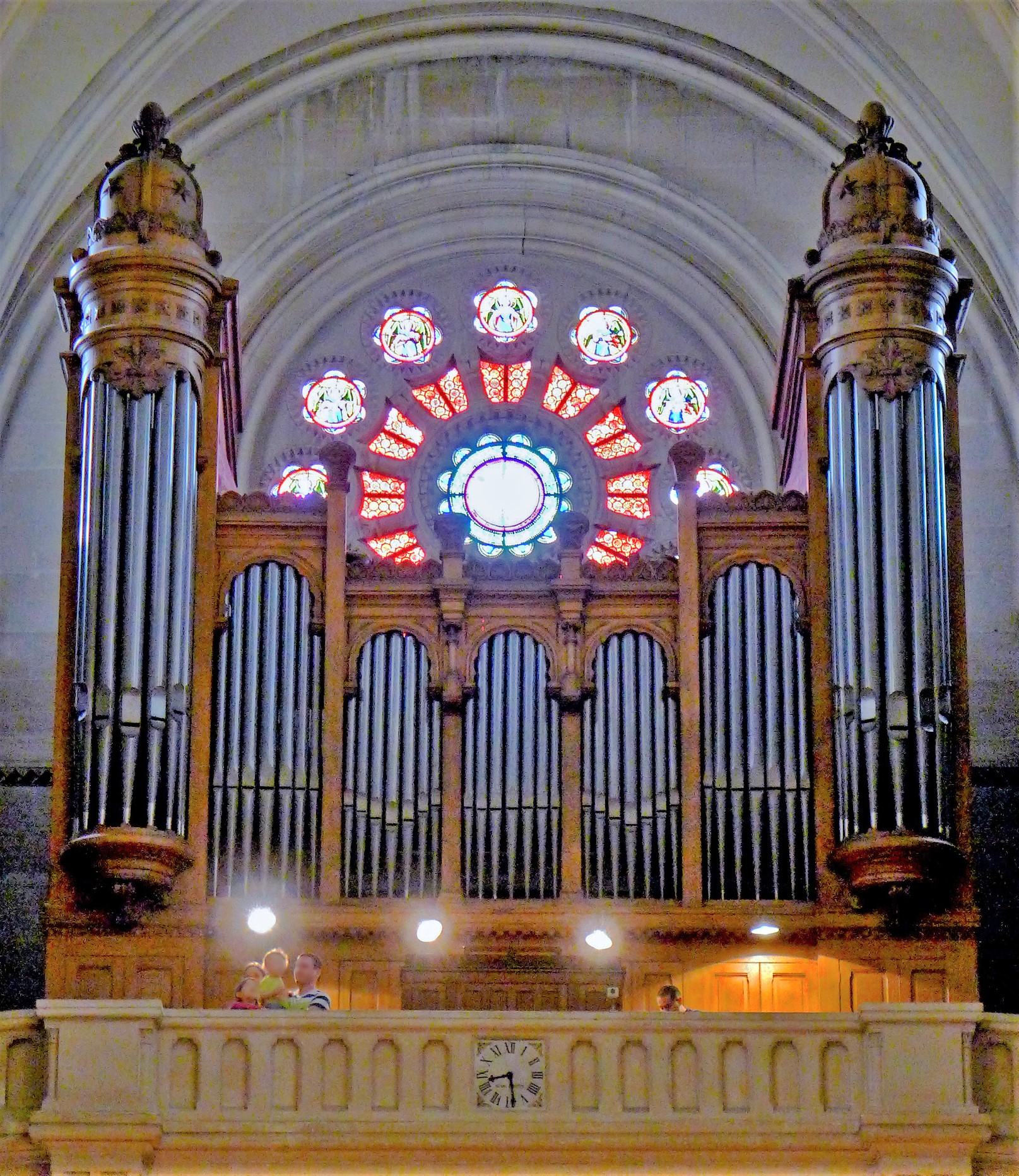
Prospekt der Emporenorgel

- Normalkoppeln: II/I, III/II, III/I, I/P, II/P, III/P
- Spielhilfen: Feste Kombinationen (Zungen, Tutti)

### Chororgel

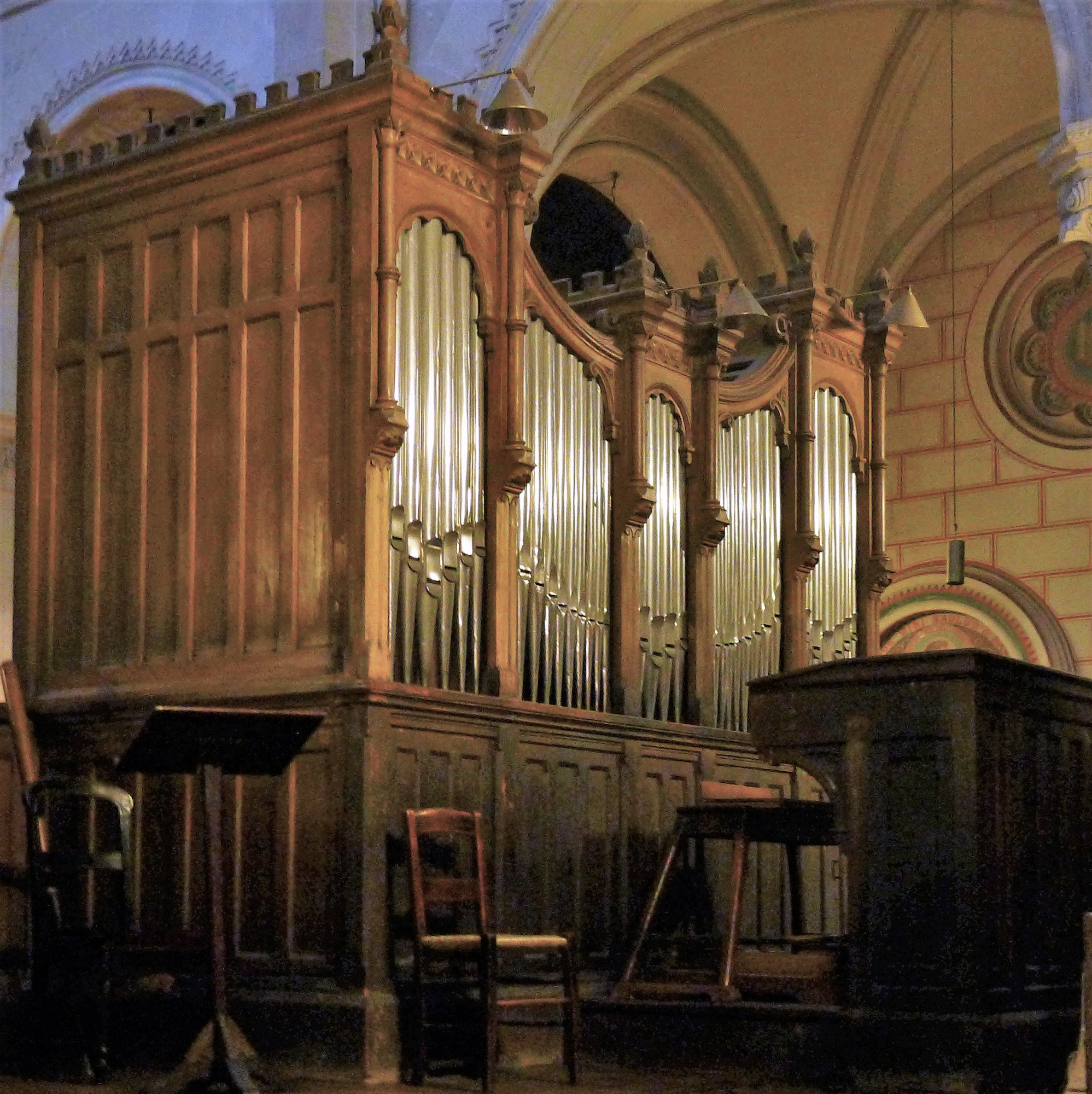
Die Chororgel

| I Grand-orgue C–g3 |     |  |
| Bourdon            | 16′ |  |
| Montre             | 8′  |  |
| Salicional         | 8′  |  |
| Bourdon            | 8′  |  |
| Prestant           | 4′  |  |
| Tremulant          |     |  |

| II Récit expressif C–g3 |    |  |
| Gambe                   | 8′ |  |
| Voix céleste            | 8′ |  |
| Flûte harmonique        | 8′ |  |
| Flûte octaviante        | 4′ |  |
| Trompette               | 8′ |  |
| Basson-hautbois         | 8′ |  |
| Tremulant               |    |  |

| Pedal C–d1   |     |  |
| Soubasse     | 16′ |  |
| Octave basse | 8′  |  |

- Normalkoppeln: II/I, I/P, II/P
- Spielhilfen: Zungenauszug II

## Organisten
- Julien Bret